# Monocultura

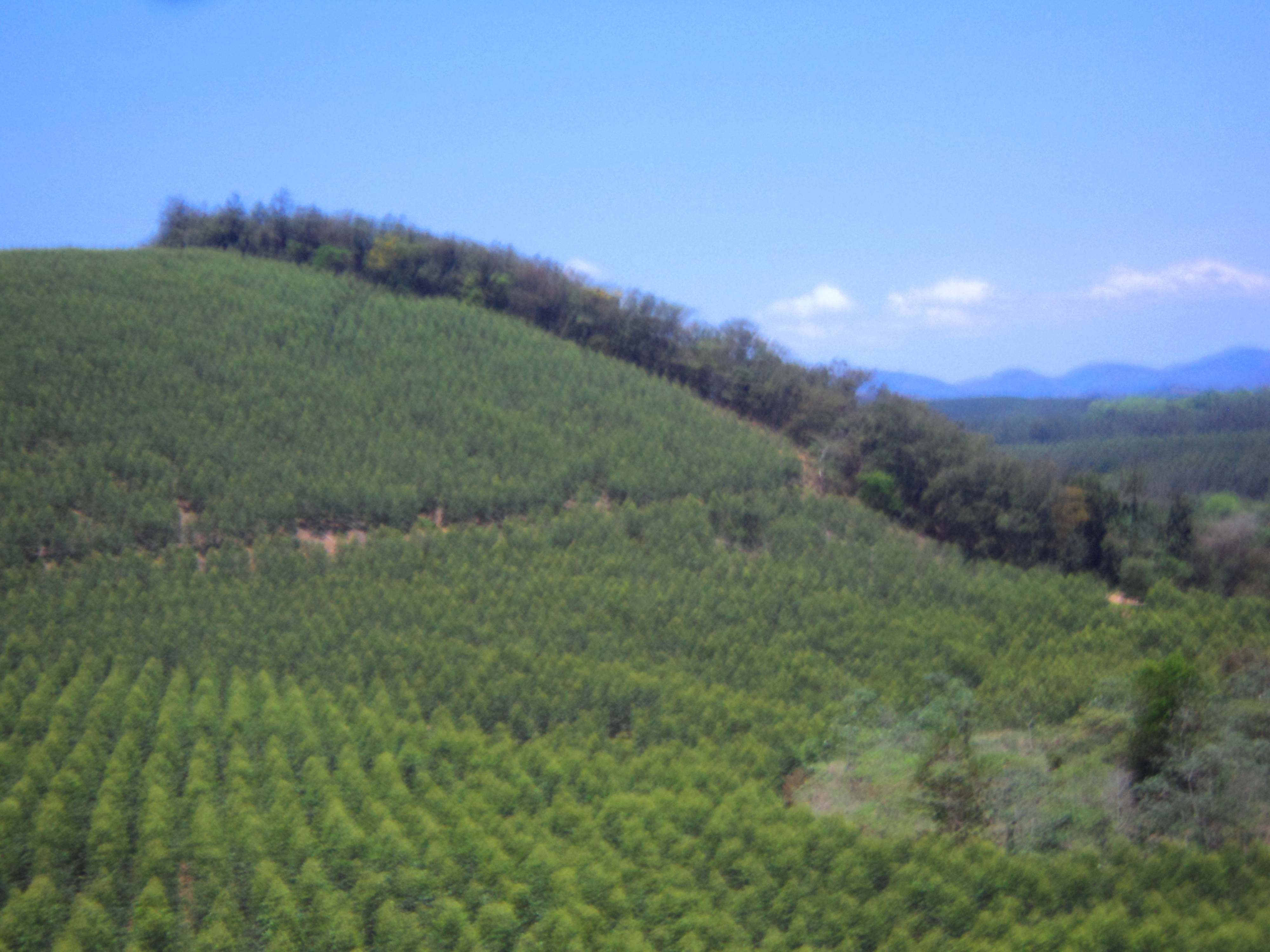
Monocultura de eucalipto (produção de papel e celulose)

Monocultura é a produção ou cultura agrícola de apenas um único tipo de produto agrícola (é o exemplo da soja, associada a latifúndios).
A substituição da cobertura vegetal original, geralmente com várias espécies de plantas, por uma única cultura, é uma prática danosa ao solo. Por exemplo, numa área de cerrado podemos encontrar tamanduá, ema e até lobo-guará, sem contar animais menores. Quando se derruba uma grande área de cerrado e planta-se, por exemplo, soja, estes animais têm dificuldades para se alimentar, não encontram abrigos e dificilmente conseguem se reproduzir. Aqueles que sobrevivem procuram outros locais, invadindo áreas urbanas, tornando-se então presas fáceis.
Por outro lado, alguns insetos encontram na plantação de soja alimento constante e poucos predadores; desta maneira, se reproduzem intensamente tornando-se pragas. Outro efeito é o esgotamento do solo: na maioria das colheitas retira-se a planta toda, interrompendo desta maneira o processo natural de reciclagem dos nutrientes. O solo torna-se empobrecido, diminui a sua produtividade, tornando-se necessária então a aplicação de adubos.

## Monocultura de animais
Além dos vegetais, os animais também são produzidos em espécies individuais densas (monocultura). Esse método garante ao agricultor uma maior administração do desenvolvimento de sua cultura, com o intuito de produzir em uma taxa elevada. Exemplos são os animais de produção de carne ou leite como o gado bovino, frango e aves, gado suíno, peixes (aquacultura), dentre outros. Um benefício é a maximização da taxa produtiva de alimentos. Porém, pelo fato de haver apenas conjuntos de espécies únicas, favorece-se uma maior propagação de enfermidades, como mastite ou febre suína, pois os animais são domesticados em altas densidades.